# Raymond Oursel
Pour les articles homonymes, voir Oursel.
Raymond Oursel, né à Dijon le 26 juillet 1921 et mort à Mâcon le 30 septembre 2008, est un archiviste et historien de l'art français.

## Biographie
Après des études secondaires dans sa ville natale, trois maîtres l'ont formé : son père Charles Oursel, archiviste, conservateur de la bibliothèque de Dijon, historien archéologue de la Bourgogne, chartiste ; puis Gaston Roupnel, historien de la campagne française ; et Georges Petitjean, philosophe et humaniste. Chartiste, Raymond Oursel dédie sa thèse aux églises romanes de l'ancien archidiaconé d'Autun (1948) puis soutient une thèse de doctorat ès lettres. Il est conservateur des archives départementales de la Haute-Savoie de 1949 à 1963, directeur des archives départementales de Saône-et-Loire de 1963 à 1986, et professeur à l'Institut catholique de Lyon.
Sa femme Anne-Marie, née en 1920, Bressanne d'origine, est aussi connue sous le nom d'Anne-Marie Oursel-Pont ; elle fut parfois coauteur de ses publications.
Il est l'auteur d'une bonne centaine d'ouvrages, dont un certain nombre de très gros volumes ; sur les églises romanes, sur les pèlerinages du Moyen Âge (notamment de Compostelle), sur l'art en Saône-et-Loire, en Savoie, en Poitou et dans le Velay. L'un de ces livres, L'Art en Savoie, fut couronné par l'Académie française en 1975 (il lui valut aussi le prix Saint-François-de-Sales, qui lui fut décerné fin 1976). Un autre, Itinéraires romans en Bourgogne, obtint le prix Bourgogne en 1976. Beaucoup de ces volumes sont parus aux Éditions Zodiaque ; ils ont été traduits en allemand, en italien et en espagnol. Avec son épouse, il s'est aussi distingué dans la parution de nombreuses monographies consacrées au patrimoine des cantons du département de Saône-et-Loire, éditées sous couvert des Archives départementales de Saône-et-Loire.
Son dernier article, écrit avec son épouse Anne-Marie, eut pour titre Cluny, la montagne enchantée ; il fut transmis à la rédaction de la revue trimestrielle « Images de Saône-et-Loire » la veille de sa mort.

## Publications
(Ordre alphabétique premier substantif du titre.)
- Abbayes et prieurés de Saône-et-Loire, Nouvelles éditions latines, coll. « Art et tourisme », Paris, 1980, 30 p.
- Airvault[6], Zodiaque, Abbaye Sainte-Marie de la Pierre-qui-Vire, 1976. 20 p.
- « André Roz, peintre de montagne », Extrait de la Revue de Savoie, 1956, p. 199-202.
- Art en Savoie, Arthaud, Coll. « Art et paysages », Grenoble, 1975, 331 p.  (ISBN 2-7003-0036-X)
- Bourgogne romane, Zodiaque, coll. « La Nuit des temps », 1987 (8e éd.), 326 p.  (ISBN 2-7369-0018-9)
- Dictionnaire d'iconographie Romane Zodiaque, coll. "Introduction à la nuit des temps", 1996, 380 p.  (ISBN 2-7369-0225-4)
- Évocation de la chrétienté Romane Zodiaque, coll. "Introduction à la nuit des temps", 1968, 466 p.
- Floraison de la sculpture romane  Zodiaque, coll. "Introduction à la nuit des temps", tome 1, 1973, 424 p. tome 2, 1976, 442 p.
- France Romane, tome 1, XIe siècle Zodiaque, coll. "Les formes de la nuit", 1989, 324 p.  (ISBN 2-7369-0171-1)
- France Romane, tome 2, XIIe siècle Zodiaque, coll. "Les formes de la nuit", 1991, 324 p.  (ISBN 2-7369-0175-4)
- Haut-Poitou roman, Zodiaque, coll. « La Nuit des temps », 1975, 438 p.
- Invention de l'architecture Romane Zodiaque, coll. "Introduction à la nuit des temps", 1970, 470 p.
- Lyonnais, Dombes, Bugey et Savoie romans, Zodiaque, coll. « La Nuit des temps », 1990, 392 p.  (ISBN 2-7369-0177-0)
- Les pèlerins du Moyen âge : les hommes, les chemins, les sanctuaires, Paris : A. Fayard, 1963, prix Marie-Eugène Simon-Henri-Martin de l’Académie française en 1964
- Le Procès de condamnation de Jeanne d'Arc, préface du R.P. Michel Riquet S.J., Club du meilleur livre, 1953-1954
- Le Procès de condamnation et le procès de réhabilitation de Jeanne d'Arc, Denoël, 1959
- Révélation de la peinture Romane Zodiaque, coll. "Introduction à la nuit des temps", 1980, 472 p.
- Routes romanes, tome 1, La route aux saints Zodiaque, coll. "Introduction à la nuit des temps", 1982, 418 p.
- Routes romanes, tome 2, La route aux solitudes Zodiaque, coll. "Introduction à la nuit des temps", 1984, 344 p.  (ISBN 2-7369-0005-7)
- Routes romanes, tome 3, La garde de Dieu Zodiaque, coll. "Introduction à la nuit des temps", 1986, 392 p.  (ISBN 2-7369-0024-3)
- Terres de Bourgogne, Zodiaque, coll. « La Nuit des temps », 1995, 400 p.  (ISBN 2-7369-0216-5)
- En collab. avec Anne-Marie Oursel
  - Canton de Cluny : communes de Blanot, Bray, Cortambert, Donzy-le-Pertuis, coll. « Histoire et monuments de Saône-et-Loire » no 17, Archives départementales, Mâcon, 1991, 203 p.
  - Canton de Cluny : communes de Flagy, Lournand, Massily, coll. « Histoire et monuments de Saône-et-Loire » no 16, Archives départementales, Mâcon, 1990, 162 p.
  - Canton de Lugny [1], Val d'Azé : communes, Azé, Bissy-la-Mâconnaise, Cruzille, Saint-Gengoux-de-Scissé, coll. « Histoire et monuments de Saône-et-Loire » no 24, Archives départementales, Mâcon, 1998, 229 p.
  - Canton de Lugny [2], Vallon de l'Isérable : communes de Péronne, Saint-Maurice-de-Satonnay, coll. « Histoire et monuments de Saône-et-Loire » no 25, Archives départementales, Mâcon, 1999, 179 p.
- Les Chemins de Compostelle, Zodiaque, coll. « Les Travaux des mois » no 34, 1989, 113 p.  (ISBN 2-7369-0163-0)
- Les chemins de Saint-Claude - Bresse, Bugey, Franche-Comté, L'Insolite no 25, Éd. Les Amis de l'insolite (2001), 132 p.
- Introd. de Les Chemins de Compostelle : textes de saint Augustin et des "Miracles de saint Jacques"[7], Zodiaque, Coll. « Les Points cardinaux » no 19, 1970, 200 p.
- Préface pour Philippe Lalanne-Berdouticq, Contes de l'abbaye perdue : un imaginaire historique de Cluny, et autres sites, Éd. Hérode, Chalon-sur-Saône, 2001, 243 p.  (ISBN 2-908971-10-0)
- La dispute et la grâce : essai sur la rédemption d'Abélard / Raymond Oursel, Société les Belles Lettres, Coll. « Publications de l'Université de Dijon » no 19, Paris, 94 p. 1959.
- L'Église Notre-Dame de Liesse d'Annecy, Lescuyer, Lyon, [1984], 18 p.
- Églises de Saône-et-Loire, Nouvelles éditions latines, coll. « Art et tourisme », Paris, [1975] 30 p.
- En collab. avec Robert Charles, Exposition Jeanne d'Arc et son temps. Catalogue officiel / Hôtel national des Invalides, Paris, 1948, 35 p.
- En collab. avec Anne-Marie Oursel, Les Églises romanes de l'Autunois et du Brionnais, ancien grand archidiaconé d'Autun, Cluny et sa région..., Mâcon, 1956, 324 p.
- Émile Protat : 1883-1961, Mâcon, 1962, 50 p.
- Introd. de L'Esprit de Cîteaux : sur le "Cantique des Cantiques" [extr.] / saint Bernard, Zodiaque, Coll. « Les Points cardinaux » no 26, 1978, 196 p.
- En collab. avec le cardinal John-Henry Newman et Léo Moulin, L'Europe des monastères, Zodiaque, Coll. « Les Formes de la nuit » no 26, 1985, 290 p.,  (ISBN 9782736902285).
- Lumières de Vézelay, Zodiaque, Abbaye Sainte-Marie de la Pierre-qui-Vire (Yonne),  (ISBN 2-7369-0203-3), 1993, 143 p.
- Le Secret de Cluny : vie des saints abbés de Cluny, de Bernon à Pierre le Vénérable : 910-1156, Éd. Sainte-Madeleine, Le Barroux, 2000, 277 p.  (ISBN 2-906972-33-9)

## Récompenses et distinctions

### Décorations
- Chevalier de la Légion d'honneur
- Officier de l'ordre des Palmes académiques
- Officier de l'ordre des Arts et des Lettres